# 阿卜杜勒·加尼·巴拉达尔
阿卜杜勒·加尼·巴拉达尔（普什圖語：‎，1968年—），又称巴拉达尔·阿昆德，是阿富汗塔利班的二号人物、塔利班的创始人之一、塔利班政治委员会负责人，名列联合国安理会1988制裁委员会的制裁清单之内。出身為穆罕默德·奥马尔的副手、奎达舒拉的首领。他被认为是2009年以来塔利班的实际领导人之一。2010年2月8日，被美国与巴基斯坦情报部门在巴基斯坦信德省的首府卡拉奇抓获，2018年被釋放後轉往卡塔尔。2019年9月，访问中华人民共和国与中國外交部阿富汗事務特使邓锡军会谈。2020年2月29日，与美国在卡塔尔首都多哈签署《为阿富汗带来和平的协议》。2021年7月与中华人民共和国国务委员兼外交部长王毅于天津会面。2021年8月塔利班掌權後返回阿富汗喀布爾，成為了新的阿富汗国家领导人。
2021年9月7日，巴拉達爾被任命為主管经济的副总理，并担任阿富汗伊斯兰酋长国副領導人。

## 外部連結
- 2009 Statement on official Taliban website
- Interview （页面存档备份，存于） with the Afghan Islamic Press
- Interview （页面存档备份，存于） with Newsweek